# Campeonato Mundial de Futebol de Salão de 1985
O Campeonato Mundial de Futebol de Salão de 1985, foi a segunda edição do Campeonato Mundial de Futebol de Salão - FIFUSA. Tendo como país sede a Espanha. Contou com a presença de 12 países, divididos em três grupos na primeira fase.
Após a primeira fase, as vagas na final foram decididas em dois triangulares. Em um deles a Espanha classificou-se. No outro, o Brasil classificou-se após vencer o Uruguai por 2 - 0 e o Paraguai por 1 - 0. O gol saiu aos quatro minutos do segundo tempo e o Paraguai tinha a vantagem do empate por ter vencido o Uruguai por 5 - 2.
Na final, o Brasil derrotou a equipe da casa por 3 - 1.

## Heróis da conquista brasileira
Legenda
- : Capitão

## Primeira fase

### Grupo A
| País      | P | J | V | E | D | GP | GC | SG  |
| --------- | - | - | - | - | - | -- | -- | --- |
| Brasil    | 6 | 3 | 3 | 0 | 0 | 42 | 1  | 41  |
| Argentina | 4 | 3 | 2 | 0 | 1 | 14 | 13 | 1   |
| Japão     | 2 | 3 | 1 | 0 | 2 | 4  | 22 | -18 |
| Holanda   | 0 | 3 | 0 | 0 | 3 | 2  | 25 | -23 |

| 18 de outubro | Holanda | 0 - 2 | Japão |  |
|               |         |       |       |  |

| 18 de outubro | Brasil | 11 - 0 | Argentina | Burriana |
|               |        |        |           |          |

| 19 de outubro | Argentina | 7 - 1 | Japão |  |
|               |           |       |       |  |

| 19 de outubro | Brasil | 16 - 0 | Holanda | Elche |
|               |        |        |         |       |

| 20 de outubro | Argentina | 7 - 1 | Holanda |  |
|               |           |       |         |  |

| 20 de outubro | Brasil | 15 - 1 | Japão | Valência |
|               |        |        |       |          |

### Grupo B
| País      | P | J | V | E | D | GP | GC | SG  |
| --------- | - | - | - | - | - | -- | -- | --- |
| Espanha   | 6 | 3 | 3 | 0 | 0 | 25 | 2  | 23  |
| Uruguai   | 4 | 3 | 2 | 0 | 1 | 7  | 5  | 2   |
| Austrália | 2 | 3 | 1 | 0 | 2 | 6  | 15 | -9  |
| Canadá    | 0 | 3 | 0 | 0 | 3 | 2  | 18 | -16 |

| 17 de outubro | Espanha | 11 - 0 | Austrália |  |
|               |         |        |           |  |

| 18 de outubro | Uruguai | 3 - 0 | Canadá |  |
|               |         |       |        |  |

| 19 de outubro | Espanha | 9 - 1 | Canadá |  |
|               |         |       |        |  |

| 19 de outubro | Uruguai | 3 - 0 | Austrália |  |
|               |         |       |           |  |

| 20 de outubro | Espanha | 5 - 1 | Uruguai |  |
|               |         |       |         |  |

| 20 de outubro | Austrália | 6 - 1 | Canadá |  |
|               |           |       |        |  |

### Grupo C
| País            | P | J | V | E | D | GP | GC | SG  |
| --------------- | - | - | - | - | - | -- | -- | --- |
| Paraguai        | 6 | 3 | 3 | 0 | 0 | 20 | 6  | 14  |
| Tchecoslováquia | 4 | 3 | 2 | 0 | 1 | 12 | 11 | 1   |
| Portugal        | 2 | 3 | 1 | 0 | 2 | 10 | 15 | -5  |
| Costa Rica      | 0 | 3 | 0 | 0 | 3 | 3  | 13 | -10 |

| 18 de outubro | Portugal | 2 - 7 | Tchecoslováquia |  |
|               |          |       |                 |  |

| 18 de outubro | Paraguai | 6 - 0 | Costa Rica |  |
|               |          |       |            |  |

| 19 de outubro | Paraguai | 7 - 5 | Portugal |  |
|               |          |       |          |  |

| 19 de outubro | Costa Rica | 2 - 4 | Tchecoslováquia |  |
|               |            |       |                 |  |

| 20 de outubro | Paraguai | 7 - 1 | Tchecoslováquia |  |
|               |          |       |                 |  |

| 20 de outubro | Portugal | 3 - 1 | Costa Rica |  |
|               |          |       |            |  |

|  |                              |
|  | Classificação à segunda fase |
|  | Eliminados na primeira fase  |

## Segunda fase

### Grupo 1
| País            | P | J | V | E | D | GP | GC | SG |
| --------------- | - | - | - | - | - | -- | -- | -- |
| Espanha         | 4 | 2 | 2 | 0 | 0 | 8  | 3  | 5  |
| Argentina       | 2 | 2 | 1 | 0 | 1 | 6  | 6  | 0  |
| Tchecoslováquia | 0 | 2 | 0 | 0 | 2 | 5  | 10 | -5 |

| 23 de outubro | Espanha | 3 - 1 | Argentina |  |
|               |         |       |           |  |

| 24 de outubro | Argentina | 5 - 3 | Tchecoslováquia |  |
|               |           |       |                 |  |

| 25 de outubro | Espanha | 5 - 2 | Tchecoslováquia |  |
|               |         |       |                 |  |

### Grupo 2
| País     | P | J | V | E | D | GP | GC | SG |
| -------- | - | - | - | - | - | -- | -- | -- |
| Brasil   | 4 | 2 | 2 | 0 | 0 | 3  | 0  | 3  |
| Paraguai | 2 | 2 | 1 | 0 | 1 | 5  | 3  | 2  |
| Uruguai  | 0 | 2 | 0 | 0 | 2 | 2  | 7  | -5 |

| 23 de outubro | Brasil | 2 - 0 | Uruguai | Bilbao |
|               |        |       |         |        |

| 24 de outubro | Paraguai | 5 - 2 | Uruguai |  |
|               |          |       |         |  |

| 25 de outubro | Brasil           | 1 - 0 | Paraguai | Bilbao |
|               | Douglas 4' (2ºT) |       |          |        |

|  |                                      |
|  | Classificados final: 1º e 2º lugares |
|  | Classificados final: 3º e 4º lugares |
|  | Eliminados na segunda fase           |

## Final

### Disputa de 3º Lugar
| 26 de outubro de 1985 | Paraguai | 10 – 3 | Argentina | Palácio dos Esportes de Madrid |
|                       |          |        |           |                                |

### Final
| 27 de outubro de 1985 | Espanha          | 1 – 3      | Brasil                                                                  | Palácio dos Esportes de Madrid |
|                       | Lorenz 18' (2ºT) | Reportagem | Douglas Pierrotti 9' (1ºT) · Jackson 4' (2ºT) · Mauro Brasília 9' (2ºT) | Público: 12,000                |

| Espanha | Brasil |

## Premiação
| Campeonato Mundial de Futebol de Salão de 1985 |
| ---------------------------------------------- |
| Brasil 2º título                               |